# Distretto di Umphang
Il distretto di Umphang (in thailandese: อุ้มผาง) è un distretto (amphoe) della Thailandia, situato nella provincia di Tak.